# Pseudoparatanais dubius
Pseudoparatanais dubius is een naaldkreeftjessoort . De wetenschappelijke naam van de soort is voor het eerst geldig gepubliceerd in 1982 door Tzareva.